# Filip Šebo
Filip Šebo (Bratislava, 24 februari 1984) is een betaald voetballer uit Slowakije, die speelt als aanvaller. Hij staat sinds 2010 onder contract bij ŠK Slovan Bratislava na eerder onder meer in Frankrijk voor Valenciennes FC gespeeld te hebben.

## Interlandcarrière
Onder leiding van bondscoach Dušan Galis maakte Šebo zijn debuut voor het Slowaaks voetbalelftal op 15 augustus 2006 in de vriendschappelijke wedstrijd tegen Malta (3-0), net als middenvelder Dušan Švento. Hij kende een droomdebuut, want Šebo nam alle drie de doelpunten voor zijn rekening.

## Erelijst
Artmedia Petržalka
- Slowaaks landskampioen

2005
- Topscorer Corgoň Liga

2005 (22 goals)
 Austria Wien
- Landskampioen

2006
- ÖFB Pokal

2006
 Slovan Bratislava
- Slowaaks landskampioen

2011
- Topscorer Corgoň Liga

2011 (22 goals)